# Футида, Мицуо
Мицуо Футида (яп. 淵田 美津雄, Fuchida Mitsuo, 3 декабря 1902, Кацураги, Нара, Япония — 30 мая 1976, Касивара, Осака, Япония) — японский военнослужащий, капитан Военно-воздушной службы Императорского флота Японии и лётчик-бомбардировщик в Императорском флоте Японии до и во время Второй мировой войны. Наиболее известен тем, что возглавил первую волну воздушных атак на Перл-Харбор 7 декабря 1941 года. Служил под командованием вице-адмирала Императорского флота Японии Тюити Нагумо и отвечал за координацию всей воздушной атаки.
После окончания войны Футида стал христианским евангелистом и путешествовал по Соединённым Штатам и Европе, рассказывая свою историю. Он поселился в США на постоянное жительство (хотя так и не стал гражданином США).

## Ранние годы
Мицуо Футида родился 3 декабря 1902 года в городе Кацураги, в префектуре Нара, Япония, в семье Язо и Шика Футида. В 1921 году он поступил в Военную академию Императорского флота Японии в Этадзиме в префектуре Хиросима и подружился с Минору Гэнда. Вскоре стал проявлять интерес к полётам.
24 июля 1924 года он окончил академию, 1 декабря 1925 года был произведен в прапорщики, а 1 декабря 1927 года-в младшие лейтенанты. Он приобрел боевой опыт во время Японо-китайской войны, когда в 1929 году был направлен на авианосец «Кага», а затем в авиагруппу «Сасебо». 1 декабря 1936 года он получил звание капитан-лейтенанта и был принят в Высшую военную академию Императорского флота Японии. Футида возглавил авиагруппу на авианосце «Акаги» в 1939 году. В октябре 1941 года Футида был назначен командующим.

## Вторая Мировая Война

### Перл-Харбор
7 декабря 1941 года в 07.49 он занимал место штурмана в торпедоносце Nakajima B5N и послал свой знаменитый сигнал «Тора Тора Тора», означавший, что полная неожиданность была достигнута в атаке. После первой волны атаки он не возвратился на авианосец, а продолжил кружить над Перл Харбором, координируя также и вторую волну, проведя в воздухе 3 с лишним часа. После осмотра судна, он обнаружил 21 пробоину от осколков зенитных снарядов.

### Другие боевые действия
19 февраля 1942 года Футида возглавил первую из двух волн 188 самолётов в разрушительном воздушном налете на Дарвин, Австралия. 5 апреля он возглавил ещё одну серию воздушных атак на базе Королевского флота на Цейлоне. 4 июня 1942 года, находясь на борту Акаги, Футида был ранен в битве за Мидуэй.

### Офицер штаба
После выздоровления, Футида провел остаток войны в Японии в качестве штабного офицера. В октябре 1944 года он был произведен в капитаны. За день до того, как Хиросима был подвергнут ядерной бомбардировке, он находился в этом городе и участвовал в недельной военной конференции с офицерами японской армии.

## Кино
В фильме 1970 года Тора! Тора! Тора! Футиду сыграл японский актёр Такахиро Тамура.